# Lista najwyższych budynków w Vancouver
Vancouver jest jednym z największych miast Kanady. Jest to także największe skupisko wysokich budynków na zachodnim wybrzeżu kraju. Obecnie w mieście tym znajduje się tylko jeden budynek przekraczający 150 metrów wysokości, jednak powyżej 100-metrowych jest aż 33. Co jest liczbą dość wysoką. Wszystkie budynki, tak jak w większości miast w tej części świata, powstało głównie w dwóch okresach: W na przełomie lat 70. i 80., oraz w okresie od początku trzeciego tysiąclecia. Najwyższe z nich powstały w tym drugim okresie, i nadal powstają. W trakcie budowy jest pretendujący do miana najwyższego w mieście 197-metrowy Living Shangri-La. Poza nim w budowie są jeszcze 3 budynki które "wskoczą" na listę najwyższych w tym mieście. 
Panorama Vancouver

## Najwyższe budynki

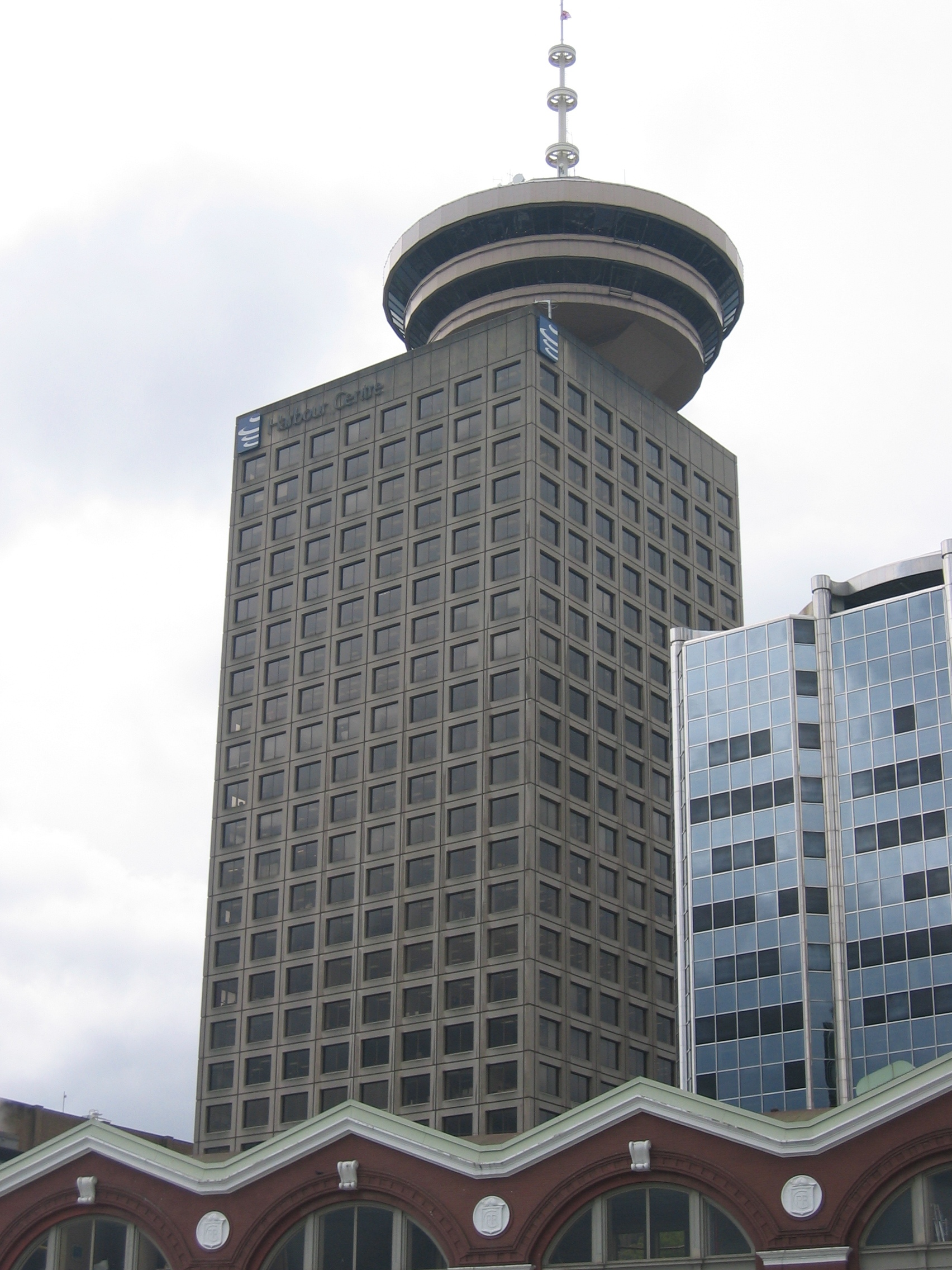
Harbour Centre

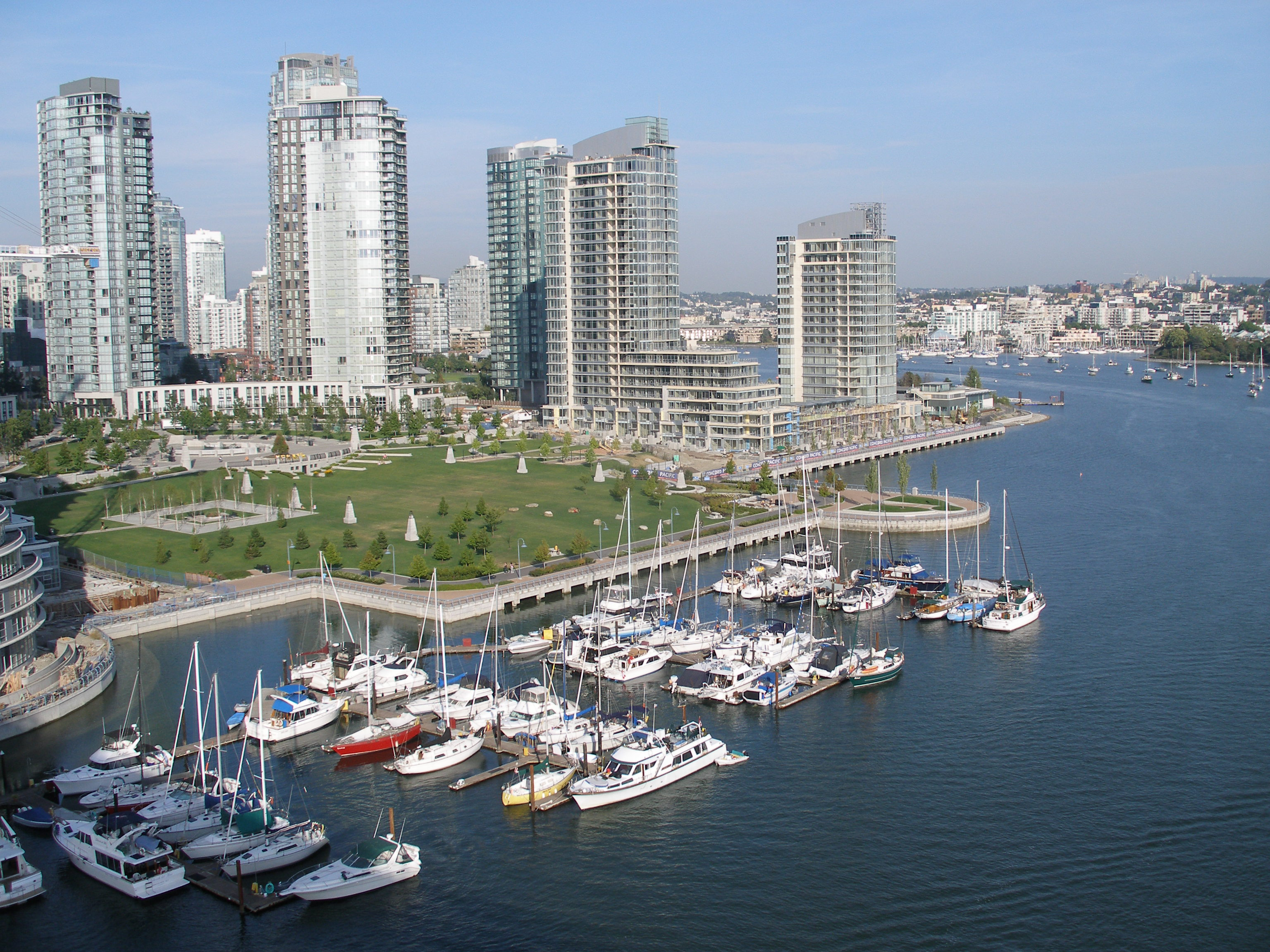
Budynki mieszkalne w Vancouver

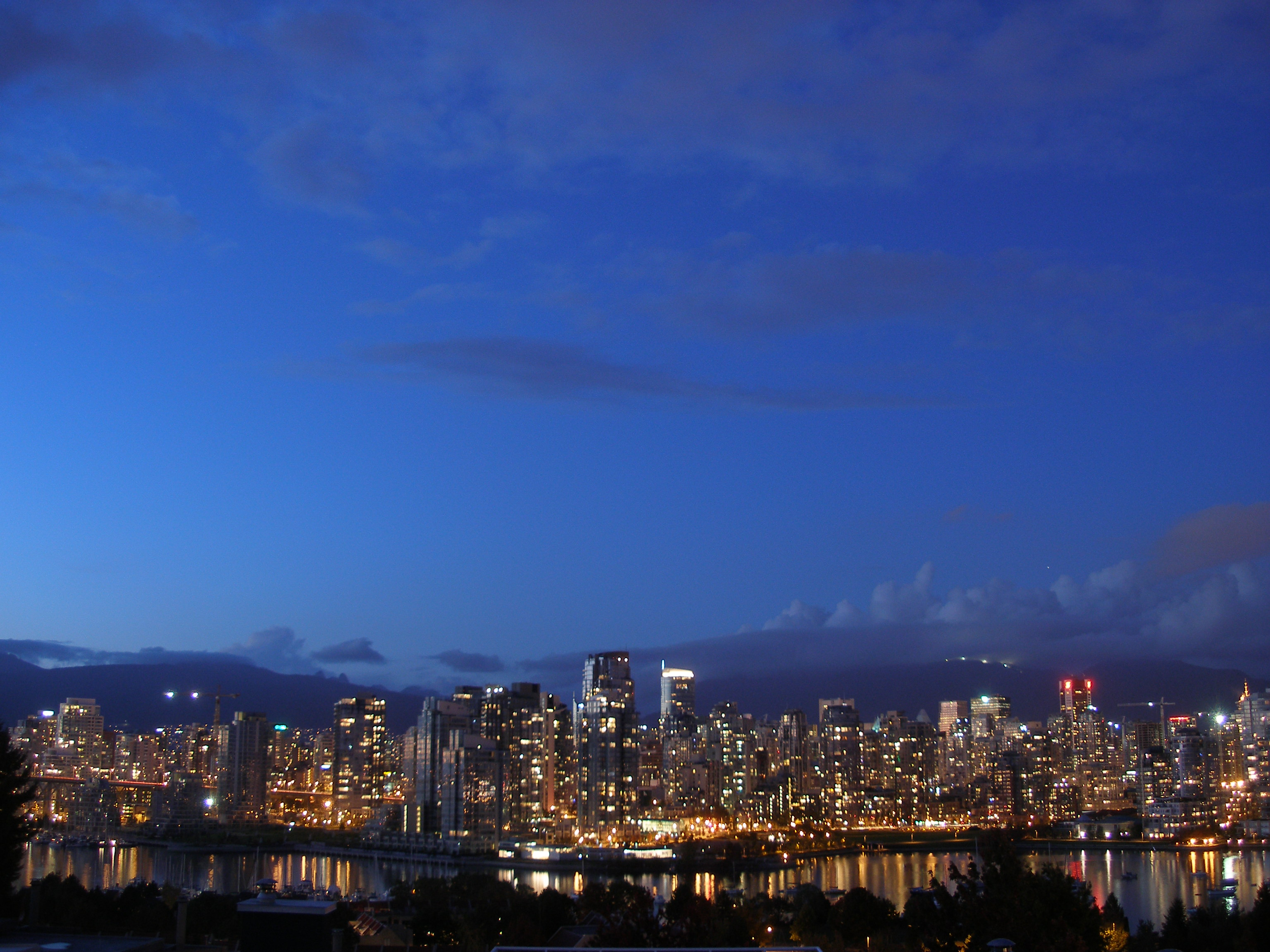
Vanouver nocą

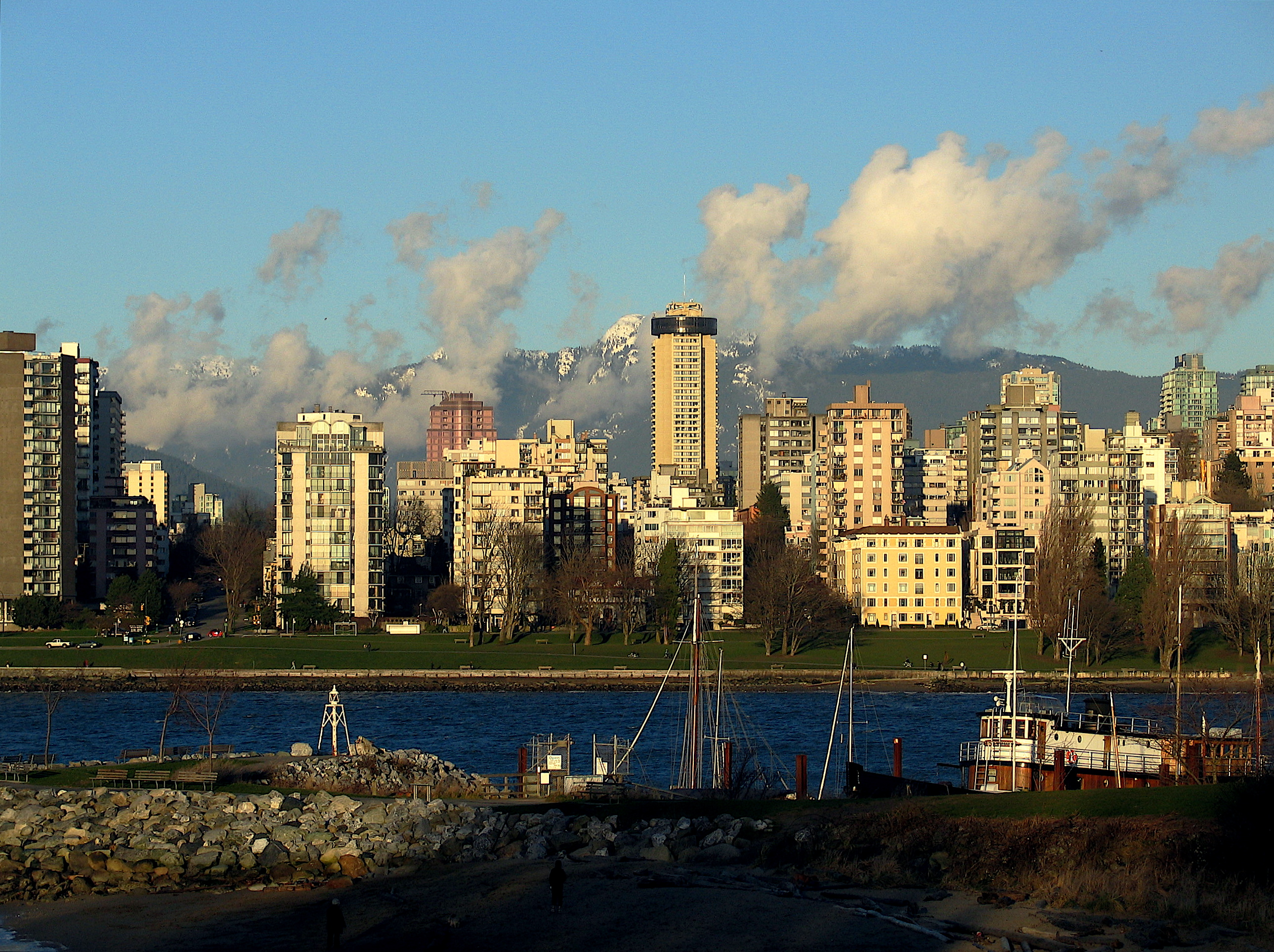
Vancouver

| Ranking | Budynek             | Wysokość strukturalna | Liczba pięter | Rok budowy |
| ------- | ------------------- | --------------------- | ------------- | ---------- |
| 1.      | Living Shangri-La   | 201 m                 | 62            | 2008       |
| 2.      | One Wall Centre     | 150 m                 | 48            | 2001       |
| 3.      | Shaw Tower          | 149 m                 | 41            | 2004       |
| 4.      | Harbour Centre      | 146 m                 | 28            | 1977       |
| 5.      | Granville Square    | 142 m                 | 30            | 1973       |
| 6.      | The Melville        | 141 m                 | 43            | 2007       |
| 7.      | Royal Centre        | 141 m                 | 37            | 1973       |
| 8.      | Bentall 5           | 140 m                 | 34            | 2007       |
| 9.      | Park Place          | 140 m                 | 35            | 1984       |
| 10.     | Four Bentall Centre | 138 m                 | 35            | 1981       |
| 11.     | Scotia Tower        | 138 m                 | 35            | 1977       |

## Budynki w budowie
| Ranking | Budynek                        | Wysokość strukturalna | Liczba pięter | Rok budowy |
| ------- | ------------------------------ | --------------------- | ------------- | ---------- |
| 1.      | The Ritz                       | 183 m                 | 59            | 2011       |
| 2.      | The Private Residences         | 157 m                 | 48            | 2010       |
| 3.      | Fairmont Pacific Rim Vancouver | 140 m                 | 44            | 2009       |